# Maximilian Schachmann
Maximilian Schachmann (Berlim, 9 de janeiro de 1994) é um ciclista alemão, membro da equipa Bora-Hansgrohe.

## Palmarés
- 2015
  - 2.º no Campeonato Mundial Contrarrelógio sub-23

- 2016
  - 1 etapa do Giro do Vale de Aosta
- Tour de Alsacia, mais 1 etapa
  - 2.º no Campeonato Mundial Contrarrelógio sub-23

- 2018
  - 1 etapa da Volta à Catalunha
  - 1 etapa do Giro d'Italia[1]
  - 3.º no Campeonato Europeu Contrarrelógio 
  - 1 etapa da Volta à Alemanha

- 2019
- GP Industria & Artigianato di Larciano
  - 1 etapa da Volta à Catalunha
  - 3 etapas da Volta ao País Basco
- Campeonato da Alemanha em Estrada

- 2020
- Paris-Nice, mais 1 etapa

- 2021
- Paris-Nice
- Campeonato da Alemanha em Estrada

## Resultados

### Grandes Voltas
| Corrida | Corrida         | 2013 | 2014 | 2015 | 2016 | 2017 | 2018 | 2019 | 2020 | 2021 |
| ------- | --------------- | ---- | ---- | ---- | ---- | ---- | ---- | ---- | ---- | ---- |
|         | Giro d'Italia   | —    | —    | —    | —    | —    | 31.º | —    | —    | —    |
|         | Tour de France  | —    | —    | —    | —    | —    | —    | Ab.  | 57.º | —    |
|         | Volta a Espanha | —    | —    | —    | —    | —    | —    | —    | —    | Ab.  |

—: não participa

Ab.: abandono

### Voltas menores
| Corrida | Corrida              | 2013 | 2014 | 2015 | 2016 | 2017 | 2018 | 2019 | 2020 | 2021 |
| ------- | -------------------- | ---- | ---- | ---- | ---- | ---- | ---- | ---- | ---- | ---- |
|         | Paris-Nice           | —    | —    | —    | —    | —    | —    | —    | 1.º  | 1.º  |
|         | Tirreno-Adriático    | —    | —    | —    | —    | —    | —    | —    | —    | —    |
|         | Volta à Catalunha    | —    | —    | —    | —    | 99.º | 68.º | 19.º | X    | —    |
|         | Volta ao País Basco  | —    | —    | —    | —    | —    | —    | 10.º | X    | 27.º |
|         | Volta à Romandia     | —    | —    | —    | —    | 19.º | —    | —    | X    | —    |
|         | Critério do Dauphiné | —    | —    | —    | —    | —    | —    | —    | —    | —    |
|         | Volta à Polónia      | —    | —    | —    | —    | Ab.  | —    | 19.º | —    |      |
|         | BinckBank Tour       | —    | —    | —    | —    | —    | 4.º  | —    | —    |      |

—: não participa 

Ab.: abandono 

### Clássicas, Campeonatos e JJ. OO.
| Corrida                 | Corrida                 | 2013          | 2014          | 2015          | 2016  | 2017          | 2018          | 2019          | 2020          | 2021 |
| ----------------------- | ----------------------- | ------------- | ------------- | ------------- | ----- | ------------- | ------------- | ------------- | ------------- | ---- |
| Strade Bianche          | Strade Bianche          | —             | —             | —             | —     | —             | Ab.           | 29.º          | 3.º           | —    |
|                         | Milão-Sanremo           | —             | —             | —             | —     | —             | —             | —             | —             | 14.º |
|                         | Volta à Flandres        | —             | —             | —             | —     | —             | —             | —             | 98.º          | —    |
|                         | Paris-Roubaix           | —             | —             | —             | —     | —             | —             | —             | X             | 77.º |
| Amstel Gold Race        | Amstel Gold Race        | —             | —             | —             | —     | 105.º         | —             | 5.º           | X             | 3.º  |
| Flecha Valona           | Flecha Valona           | —             | —             | —             | —     | 115.º         | 8.º           | 5.º           | —             | 10.º |
|                         | Liège-Bastogne-Liège    | —             | —             | —             | —     | —             | 35.º          | 3.º           | Ab.           | 9.º  |
|                         | Giro de Lombardia       | —             | —             | —             | —     | —             | —             | 73.º          | 7.º           |      |
| JJ. OO. (Rota)          | JJ. OO. (Rota)          | Não disputado | Não disputado | Não disputado | —     | Não disputado | Não disputado | Não disputado | Não disputado | 10.º |
| JJ. OO. (CRI)           | JJ. OO. (CRI)           | Não disputado | Não disputado | Não disputado | —     | Não disputado | Não disputado | Não disputado | Não disputado |      |
| Mundial em Estrada      | Mundial em Estrada      | —             | —             | —             | —     | —             | Ab.           | —             | 9.º           | Ab.  |
| Mundial Contrarrelógio  | Mundial Contrarrelógio  | —             | —             | —             | —     | —             | 11.º          | —             | —             | ―    |
| Alemanha em Estrada     | Alemanha em Estrada     | —             | 89.º          | —             | 124.º | 5.º           | 26.º          | 1.º           | —             | 1.º  |
| Alemanha Contrarrelógio | Alemanha Contrarrelógio | —             | —             | —             | —     | 4.º           | 4.º           | —             | X             | —    |

—: Não participa 

Ab.: Abandona 

X: Não se disputou

## Equipas
- Thüringer Energie (2013)
- Giant-Shimano Development (2014)
- Klein Constantia (2015-2016)
  - AWT-GreenWay (2015)
  - Klein Constantia (2016)
- Quick-Step Floors (2017-2018)
- Bora-Hansgrohe (2019-)